# I discorsi
I discorsi — пятнадцатый студийный альбом итальянской певицы Мины, выпущенный в 1969 году на лейбле PDU.

## Об альбоме
Повторяется почти весь контент альбома Le più belle canzoni italiane interpretate da Mina, который распространялся только среди владельцев подписки на журналы Amica, La Domenica del Corriere и La Tribuna illustrata. Тем не менее, произошли некоторые изменения в трек-листе: в данный альбом попали песни «I discorsi» и «La canzone di Marinella», заменив «E se domani» и «Canzone per te già pubblicati».
Каталожный номер альбома свидетельствует о том, что он был отправлен в печать ещё до релиза альбома Canzonissima ’68, возможно задержка связана как раз с релизом Le più belle canzoni italiane interpretate da Mina эксклюзивно для журналов.
Альбом был издан в Италии, Испании и Франции. Пластинка заняла 6 место в итальянском годовом альбомом чарте за 1969 год. В 2001 году альбом был подвергнут ремастерингу и переиздан как и другие 58 альбомов из дискографии артистки.

## Список композиций
| №  | Название                                           | Автор(ы)                          | Длительность |
| -- | -------------------------------------------------- | --------------------------------- | ------------ |
| 1. | «I discorsi»                                       | Мина, Аугусто Мартелии            | 3:06         |
| 2. | «Se stasera sono qui»                              | Могол, Луиджи Тенко               | 3:32         |
| 3. | «Silenzioso slow (Abbassa la tua radio per favor)» | Альфредо Бракки, Джованни Д’Анци  | 2:58         |
| 4. | «Non ti scordar di me»                             | Доменико Фурно, Эренсто де Куртис | 2:23         |
| 5. | «Canzone per te»                                   | Серджо Бардотти, Серджо Эндриго   | 3:35         |
| 6. | «Io che amo solo te»                               | Серджо Эндриго                    | 3:11         |

| №  | Название                                     | Автор(ы)                                              | Длительность |
| -- | -------------------------------------------- | ----------------------------------------------------- | ------------ |
| 1. | «La canzone di Marinella»                    | Фабрицио Де Андре                                     | 3:11         |
| 2. | «Roma, nun fa' la stupida stasera»           | Пьетро Гаринеи, Сандро Джованни, Армандо Тровайоли    | 2:29         |
| 3. | «Ma l’amore no»                              | Микеле Калдьери, Джованни Д’Анци                      | 3:35         |
| 4. | «Il cielo in una stanza» (Versione acustica) | Джино Паоли                                           | 2:29         |
| 5. | «Munasterio 'e Santa Chiara»                 | Микеле Калдьери, Альберто Бальбьерис                  | 2:34         |
| 6. | «’O sole mio»                                | Джованни Капурро, Эдуардо ди Капуа, Альфредо Маццукки | 3:44         |

## Чарты

### Годовые чарты
| Чарт (1969)              | Позиция |
| ------------------------ | ------- |
| Италия (Musica e dischi) | 6       |